# Zabadani
Zabadani is een stad in het district Zabadani in het gouvernement Rif Dimashq in het zuidwesten van Syrië, dicht bij de grens met Libanon.
In het kader van de Syrische Burgeroorlog zijn er sinds januari 2012 verscheidene malen zware gevechten in en rond Zabadani geweest. De stad werd daardoor nagenoeg verwoest en de bevolking moest uitwijken naar de dorpen in de omgeving.